# Een echte vriend
Een echte vriend is een single van André van Duin.
Een echte vriend is een cover van Ich war noch niemals in New York van Udo Jürgens en Michael Kunze. Jürgens haalde er met muziekproducent Harold Faltermeyer een bescheiden hitje mee in Duitsland, Oostenrijk en Zwitserland. De titel van het lied zou later dienen tot de titel van een zeer succesrijke musical, ook van Jürgens. André van Duin schreef er een nieuwe tekst bij over “een echte vriend”. Eenzelfde thema, maar uit een andere optiek, werd in 1984 behandeld in Als je wint.
De B-kant Kleine meid was eveneens een cover van een Duits lied. In dit geval diende Zum Weinen is immer noch Zeit geschreven door Klaus Munro. Die zong het onder zijn artiestennaam Nick Munro. Ook hier schreef Van Duin een Nederlandse tekst voor.
Opnamen onder leiding van Will Hoebee vonden plaats in de Wisseloordstudio's. Harry van Hoof gaf leiding aan zijn orkest in de beide door hem geschreven arrangementen.
Verkooptechnisch werd de single een flop, want het bereikte slechts de tiplijst van de Nationale Hitparade. De Nederlandse Top 40 kent de single in het geheel niet.

## Evergreen Top 1000
| Evergreen Top 1000 "Een Echte Vriend" | Evergreen Top 1000 "Een Echte Vriend" | Evergreen Top 1000 "Een Echte Vriend" | Evergreen Top 1000 "Een Echte Vriend" | Evergreen Top 1000 "Een Echte Vriend" | Evergreen Top 1000 "Een Echte Vriend" | Evergreen Top 1000 "Een Echte Vriend" | Evergreen Top 1000 "Een Echte Vriend" | Evergreen Top 1000 "Een Echte Vriend" | Evergreen Top 1000 "Een Echte Vriend" | Evergreen Top 1000 "Een Echte Vriend" |
| Jaar                                  | 2008                                  | 2009                                  | 2010                                  | 2011                                  | 2012                                  | 2013                                  | 2014                                  | 2015                                  | 2016                                  | 2017                                  |
| ------------------------------------- | ------------------------------------- | ------------------------------------- | ------------------------------------- | ------------------------------------- | ------------------------------------- | ------------------------------------- | ------------------------------------- | ------------------------------------- | ------------------------------------- | ------------------------------------- |
| Positie                               | -                                     | -                                     | -                                     | -                                     | -                                     | -                                     | -                                     | 962                                   | -                                     | -                                     |